# Família benedictina
S'anomena família benedictina al conjunt de grups i comunitats catòlics (instituts de vida consagrada o grups de seglars) que segueixen en la seva vida la Regla de Sant Benet o alguna de les regles que se'n deriven. Tenen el seu origen en l'orde monàstic fundat per Benet de Núrsia cap a l'any 520.

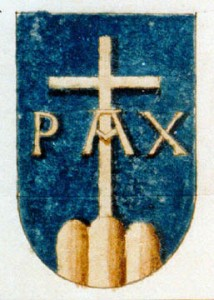
Emblema de l'Orde de Sant Benet.

Estrictament, no es pot parlar dels benedictins com d'un orde religiós, ja que està format per monestirs que segueixen la regla, però que són autònoms i per tant, independents i mancats d'un superior general o autoritat central. Només a efectes de facilitar la comunicació entre monestirs i una certa unitat, els monestirs s'agrupen en congregacions, també autònomes. El superior de les congregacions, però, tampoc no té autoritat directa sobre els monestirs que la formen: només hi ha un vincle espiritual de pertinença al mateix grup, que pot variar segons les circumstàncies de cada casa.
A més, al llarg dels segles s'han produït al si de l'orde molts moviments de reforma i d'escissió, que han originat diferents branques i, fins i tot, ordes que s'han separat de l'orde originari. Sovint es tractava de reformes que havien de conduir a una aplicació més rigorosa de la regla, d'acord amb l'esperit fundacional, entenent que els costums s'havien relaxat i allunyat d'aquest esperit.

## Ordes de monjos
Avui dia les comunitats masculines de la família benedictina són aquestes:
1. Orde de Sant Benet: és el tronc original de l'orde, fundat cap al 520 per Benet de Núrsia a Subiaco; s'estén entre els segles VI-IX arreu d'Europa mitjançant la fundació de nombrosos monestirs.
2. Orde de la Camàldula (1009), avui Congregació Camaldulesa de l'Orde de Sant Benet, fundat per sant Romuald de Ravenna, cercant més rigor i austeritat en l'aplicació de la regla, i proposant un tipus de vida amb un accent més gran en el component eremític.
3. Orde de Vallombrosa (1039), avui Congregació Benedictina Vallombrosana, fundat per sant Joan Gualbert, amb un objectiu similar al dels camaldulesos.
4. Orde del Cister (1098), fundat pels sants Robert de Molesme, Esteve Harding i Alberic de Cîteaux, i que al seu torn, ja independitzat, va donar lloc a altres congregacions, reformes i ordes;
  1. Trapencs o Orde dels Cistercencs de l'Estricta Observança (1664, fundat per Armand Jean Le Bouthillier de Rancé.
5. Orde dels Silvestrins o Orde de Montefano (1231), avui Congregació Benedictina Silvestrina, fundat per sant Silvestre Guzzolini;
6. Orde de Monte Oliveto (1313), avui Congregació Benedictina Olivetana, fundat per sant Bernat Tolomei.
7. Mequitaristes o Benedictins Armenis, orde fundat pel monjo armeni Mequitar el 1701 a Constantinoble, i aprovat el 1712, a Roma, aprovació que el situà sota la regla benedictina.

### Ordes i congregacions benedictins desapareguts
La mateixa autonomia dels monestirs, com la difusió per tot Europa, va dificultar-ne la unitat de l'organització i comportà l'aparició de corrents disgregadors. D'altra banda, el relaxament en el compliment de la norma va donar lloc, periòdicament, a intents de reforma en observar-se que donaven lloc a noves congregacions a partir de monestirs que s'hi adherien obeint els reglaments de la casa que iniciava la reforma. Aquestes reformes, d'altra banda, són testimoni de la vitalitat i la capacitat de regeneració de l'orde.
1. Reforma de sant Benet d'Aniana. La primera reforma intentà de confederar els monestirs de cada territori, creant les primeres congregacions territorials; es deu a Benet d'Aniana, des del 817. Tornava, a més, al compliment de la regla fundacional, que ja s'havia relaxat. A partir del monestir d'Aquisgrà, i promoguda per Carlemany i Lluís el Pietós, la reforma s'estengué a tot l'Imperi Carolingi, uniformitzant la disciplina, l'observança i l'hàbit.
2. Reforma i Congregació de Cluny (931-1791). El 910, l'abat Bernó de Cluny inicia la reforma de l'abadia de Cluny amb el retorn a l'ideal de la regla i introduint un govern centralitzat de les comunitats adherides, els priors i vicaris de les quals retien obediència a l'abat de Cluny. La Congregació de Cluny, amb constitucions pròpies, s'estengué per tot Europa, amb 314 monestirs i fou la més influent durant dos segles.

Per influència de Cluny, molts monestirs van organitzar-se seguint-ne el model; durant els segles x i xi, s'agruparen en unions basades en l'observança uniforme de la regla i amb una abadia central. Aquest model va ésser la base del sistema de congregacions de l'Orde de Sant Benet, generalitzat a partir de 1215.
Entre aquestes unions destaquen la Concordia Regularis dels monestirs anglesos del segle x, o les congregacions de Sant Víctor de Marsella, Chaise-Dieu, Fleury, Saint-Benigne de Dijon o Lerins, Sasso Vivo, Clusa, Fulda, Hirschau o Melk.
1. Congregacions reformistes de tendència semieremítica. L'exemple de Cluny fou seguit per altres moviments reformistes, generalment cercant més rigor i austeritat en l'aplicació de la regla, i proposant un tipus de vida amb un accent més gran en el component eremític. Algunes d'elles es desenvoluparen fins a arribar a constituir ordes monàstics separats.
  1. Orde de Fonte Avellana (ca. 1034-1569) o Congregació Camaldulesa de Fonte Avellana, fundat per sant Pere Damià, integrat a l'Orde Camaldulès;
  2. Orde de Cava (ca. 1060-1513), o Congregació de Cava de' Tirreni, fundada per sant Pere I de Cava, integrada a la Congregació de Santa Justina de Pàdua;
  3. L'Orde del Cister (1098) va donar lloc a altres congregacions, reformes i ordes;
    1. Congregació de la Gran Selva o de Cadonh (1114-1793), fundada per Gerard de Salas;
    2. Orde de Valliscaulium (1193-17961), fundat per Eudes III de Borgonya i Guiu de Val-des-Choux; suprimit i integrat a l'orde cistercenc;
    3. Orde dels Florians (1196-1505), fundat per Joaquim de Fiore, extingit, els monestirs s'integraren en diversos ordes, principalment els cistercencs;
    4. Congregació de Feuillant (1577-1791), fundada pel venerable Jean de la Barrière, suprimida en 1791 a França i en 1802 a Itàlia;

  4. Orde de Fontevrault (1099-1792), orde de monestirs dobles, després Congregació Benedictina de Fontevrault, fundat pel venerable Robert d'Arbrissel; suprimida;
  5. Orde de Chalais (1101-1300), fundat per sant Hug de Grenoble, integrat a l'Orde de la Cartoixa;
  6. Orde de Tiron (1109-1627), fundat per sant Bernat de Ponthieu; integrada en la Congregació Benedictina de Sant Maur;
  7. Orde de Savigny (1112-1147), integrada a l'Orde del Cister, fundat per sant Vidal de Mortain;
  8. Orde de Sant Sulpici del Bosc (1112-1792), orde doble fundat per sant Raül de La Futaie.
  9. Orde de Montevergine, després Congregació Benedictina de Montevergine (1126-1879), fundat per sant Guillem de Vercelli i integrat a la Congregació Benedictina Cassinesa;
  10. Orde de Pulsano (1129-1476) o Congregació dels Eremites de Pulsano, fundat per sant Joan de Matera; extinta;
  11. Congregació dels Eremites de Sant Guillem o Congregació de Malavalle, fundada en 1185 per sant Guillem de Malavalle, però integrada en part a l'orde benedictí com a congregació cap al 1265;
  12. Orde dels Celestins (1254), o Congregació Benedictina dels Celestins, fundada per sant Pere Celestí; suprimida en 1776 a França i en 1810 a Itàlia;

## Ordes de monges
Avui, els monestirs femenins de monges formen part, majoritàriament, de branques femenines dels ordes existents:
1. Monges Benedictines, branca femenina de l'Orde de Sant Benet;
2. Monges Camalduleses;
3. Monges Cistercenques (ca. 1125), branca femenina de l'Orde del Cister
  1. Monges Calatraves (1219), branca femenina de l'Orde de Calatrava, formada per monges que segueixen la regla cistercenca;
  2. Orde de la Immaculada Concepció (1484), fundat per santa Beatriu de Silva; durant un temps es va adscriure a la família franciscana.
  3. Trapenques o Monges Cistercenques de l'Estricta Observança (1664);
4. Monges Olivetanes, branca femenina de l'Congregació Benedictina de Monte Oliveto
5. Benedictines de l'Adoració Perpètua del Santíssim Sagrament, congregació fundada per Caterina de Bar en 1653.

### Ordes femenins desapareguts
1. Orde de Fontevrault (1099-1792), orde de monestirs dobles, després Congregació Benedictina de Fontevrault, fundat pel venerable Robert d'Arbrissel; suprimida;
2. Orde Gilbertí (1148-1538), orde doble, les monges del qual seguien la regla cistercenca (els homes eren canonges regulars de la Regla de Sant Agustí).

També existiren reformes i congregacions, com les franceses de Montmartre, Beauvais, Val-de-Grace, i Douai, desaparegudes a la Revolució francesa.

## Congregacions monàstiques de l'orde
- Article principal: Congregacions de l'Orde de Sant Benet

Per facilitar la unitat de l'orde, els monestirs poden agrupar-se en federacions o congregacions, governades per un abat president. Dintre de cada congregació, els monestirs continuen essent autònoms, però els abats de cada comunitat es reuneixen periòdicament en capítols per discutir i acordar assumptes diversos i un monjo visitador les visita periòdicament per resoldre les qüestions que puguin haver-hi.
El 1893, Lleó XIII va agrupar els monestirs benedictins que no pertanyien a cap congregació en una confederació presidida per un abat primat, elegit per dotze anys pels altres i que resideix a l'abadia de Sant'Anselmo de Roma. Actualment l'orde té vint congregacions.

## Altres ordes vinculats
Alguns ordes religiosos han tingut una vinculació amb els benedictins, sense formar-ne part de l'orde, generalment per l'adopció de la regla.
1. Orde de Grandmont (1100-1772), fundat per sant Esteve de Muret, orde diferenciat que en part segueix l'esperit benedictí.
2. Orde dels Humiliats, col·locada en 1134 sota la regla benedictina i suprimida en 1571.
3. Ordes militars, algunes de les quals adoptaren les regles benedictina o les constitucions cistercenques per a la seva vida comunitària.
  1. Orde del Temple (1118-1312), amb regla pròpia, redactada per Bernat de Claravall a partir de la cistercenca;
  2. Orde d'Aviz (1147), amb regla benedictina;
  3. Orde de Calatrava (1187), amb la regla cistercenca;
  4. Orde d'Alcántara (1177), amb una adaptació de la regla benedictina;
  5. Orde de l'Ala de Sant Miquel (1168-1180), orde portuguès amb regla d'esperit cistercenc;
  6. Orde de Montesa (1316), sorgida a partir de la de Calatrava i, per tant, de la família cistercenca.
  7. Orde de Crist (1317), orde portuguès amb regla benedictina i constitucions cistercenques
    1. Monjos de l'Orde de Crist (1567), branca purament monàstica de l'orde militar, de regla cistercenca.

  8. Orde de Sant Esteve Papa i Màrtir (1562), orde toscà amb regla benedictina.

1. Ordes hospitalers, alguns dels quals adoptaren la regla o costums benedictins:
  1. Germans Hospitalers de Burgos (1212), amb germans laics que vivien sota la constitucions cistercenques.

1. Oblates de Santa Francesca de Roma (1425), congregació femenina de dones laiques que viuen segons la regla benedictina.